# Escudo de Betanzos

Escudo de Betanzos.

El escudo de Betanzos se compone, en campo de azur, de una torre de dos cuerpos de plata sostenida por un puente de tres arcos de idéntico metal, sobre aguas de río al natural. Flanquean la torre, tres a cada lado, seis roeles de oro. Por timbre, una corona real.

## Historia
El escudo representa uno de los puentes medievales de entrada a la ciudad de Betanzos, caracterizados en el pasado por contar con una torre defensiva situada en su centro, denominada "Caramona". No está claro, no obstante, a cuál de dichos puentes corresponde: si al "Ponte Nova", que cruzaba el río Mendo y que fue derribado en 1969 para ampliar el trazado de la carretera N-VI; o si al "Ponte Vella", que todavía en la actualidad cruza el río Mandeo a su paso por la localidad. En cuanto a los roeles, representan las seis monterías que rodean la ciudad.
El blasón más antiguo de Betanzos que se conoce data del siglo XV, y se encuentra esculpido en uno de los arcosolios de la Iglesia de San Francisco de dicha ciudad. Descubierto en 1961, carece de los seis roeles que en la actualidad, y desde al menos el siglo XVI, flanquean la torre.